# Mine de Marcona
 (mars 2025).
Si vous disposez d'ouvrages ou d'articles de référence ou si vous connaissez des sites web de qualité traitant du thème abordé ici, merci de compléter l'article en donnant les références utiles à sa vérifiabilité et en les liant à la section « Notes et références ».
La mine de Marcona est une mine à ciel ouvert de fer située dans la région d'Ica au Pérou. Elle est détenue par l'entreprise chinoise Shougang.